# Jamson Madureira
Jamson Madureira é um artista plástico, músico e quadrinista brasileiro.

## Biografia
Jamson Madureira começou a atuar na cena underground de Sergipe por volta de 1996 como líder da banda Camboja (que existia desde o início dos anos 1990), representante do estilo grindcore e que depois começou a sofrer influências do rock industrial, sendo considerada uma das mais inovadoras da cena do rock sergipano.
Em 1998, Madureira tornou-se artista plástico, produzindo variados fanzines, quadrinhos, capas de disco, ilustrações para livros e exposições individuais e coletivas. A principal influência do artista eram os quadrinhos, especialmente as obras de Bill Sienkiewicz e George Pratt.
No início dos anos 2000, Madureira criou o personagem Automazo, que se tornou recorrente em suas obras e estreou o fanzine Automazo e a amante do Mutante, feito e desenhado a mão, xerocado e distribuído pelo próprio artista. Em 2005, exibiu os originais dos fanzines em uma galeria de arte com o título Automazo Extremo e foi convidado a participar como único representante de Sergipe na mostra de novos talentos da Funarte do Rio de Janeiro. Em 2018, foi feita uma nova edição da série Automazo, seguida de um projeto de um curta-metragem de animação com o personagem.

## Prêmios e exposições
Em 2003, Jamson Madureira ganhou o Prêmio DB Artes de melhor roteirista independente por Automazo Extremo. No ano seguinte, ganhou o Prêmio Capital de melhor zine. Em 2005, ganhou novamente o Prêmio Capital, dessa vez como melhor artista independente.
Já realizou as seguintes exposições individuais: Sintética Natural (SESC Centro, 1998), Automazo (Complexo Lourival Batista, 2004), Evidências (Galeria Álvaro Santos, 2006), Mutatis Mutantes (SESC Centro, 200), Jamson Madureira (Energisa, 2008) e Jamson Madureira (Mãe Preta, 2009).